# 곰내길
곰내길은 부산광역시 기장군 철마면 철마초등학교에서 시작하여 정관읍 정관신도시에서 끝나는 도로이다. 도로 중간에 곰내재가 있다고 하여 곰내길로 명명되었다.
한때 부산광역시도 제81호선을 구성하였으나, 부산광역시도 제81호선은 정관산업단지 진입도로로 노선이 변경되었다. 본 도로가 부산광역시도 제81호선을 구성할 때 이미 기장군도 19호선]으로 지정되어있었다.
전 구간 제한속도 60km/h이며, 통헹은 편도 1차로이다.

## 구성
차선수
전구간 편도 1차로(왕복 2차로)
최고제한속도
60km/h

## 경유지
부산광역시
- 기장군

철마면 - 정관읍

## 노선
철마초등학교 - 와여마을 - 백길마을 - 석길마을 - 웅천마을 - 소산마을 - 함박생태통로 - 매곡리 - 정관신도시

## 연결 도로
- 철마교차로

개좌길 : 부산대학교, 명장동, 서동
철마로 : 부산 도시철도 1호선 노포역, 양산, 반송
- 정관 나들목

정관산업단지 진입도로 : 부산광역시청, 안락교차로, 연산교차로, 번영로
정관중앙로 : 정관읍사무소, 병산마을, 정관로
정관로 : 월평삼거리, 좌천, 월내, 간절곶

## 같이 보기
- 부산광역시도 제81호선